# Paul Matzkowski

Paul Matzkowski, Gedenkfoto "Schalker Meile", Gelsenkirchen, 2018

Paul Matzkowski (* 5. Dezember 1920 in Lyck, Masuren; † 12. Mai 2004 in Gelsenkirchen) war ein deutscher Fußballspieler.

## Leben
Matzkowski gehörte zu den vielen Masuren, die vor und nach dem Ersten Weltkrieg nach Gelsenkirchen kamen. Er spielte zunächst in der Jugend des VfB Lohberg und anschließend in der Gauliga Westfalen  bei Westfalia Herne in der Gauliga, bevor er als Soldat während des Zweiten Weltkriegs eingezogen wurde. Mit 28 Toren wurde er in der Saison 1939/40 bereits im Alter von 19 Jahren gemeinsam mit dem Schalker Hermann Eppenhoff Torschützenkönig der Gauliga Westfalen sowie reichsweit bester Torschützen aller Gauligen.  1945 kehrte er als Spieler zu Westfalia Herne zurück und wechselte 1948 zum FC Schalke 04, wo er bis 1958 als Stürmer und später als Mittelläufer spielte. Während seiner Schalker Zeit wurde er 1951 Meister sowie 1952 und 1956 Vizemeister der Oberliga West. Er bestritt 212 Einsätze für die Schalker.
1958 wurde Schalke 04 wieder Meister der Oberliga West und gewann das Endspiel um die deutsche Fußballmeisterschaft gegen den Hamburger SV mit 3:0. Matzkowski hatte jedoch seine Laufbahn als Fußballspieler praktisch schon beendet und half nur noch bei einigen Spielen aus. Matzkowski spielte einmal in der B-Nationalmannschaft, am 14. April 1951 gegen die Schweiz. Er wurde zwar auch in den Kader der A-Nationalmannschaft berufen, aber nicht eingesetzt.
Nach seiner aktiven Zeit als Fußballspieler arbeitete Matzkowski als Trainer. Er führte die Amateurmannschaft von Schalke 04 in die höchste Amateurklasse und trainierte später die Mannschaften von Sportfreunde Gelsenkirchen 07/12, SV Zweckel, SV Friedrichsfeld und den TuS Jahn Werdohl.